# کاربورازپام
کاربورازپام (انگلیسی: Carburazepam) یک دارو و مشتق بنزودیازپینی است.